# Jabez Foster (cầu thủ bóng đá)
Jabez Foster (sinh ngày 15 tháng 9 năm 1902) là một cầu thủ bóng đá người Anh của thập niên 1920.  Sinh ra ở Darlaston, ông gia nhập Gillingham từ Bristol Rovers năm 1926 và có 21 lần ra sân cho câu lạc bộ ở Football League. Ông rời đi để gia nhập Wellington Town năm 1927.